# Всеукраїнська партія народної довіри
Всеукраїнська партія Народної Довіри — сучасна українська політична партія.
Зареєстрована 23 серпня 2000 року.
Партія брала участь у виборах 2006 року, де набрала 0,11 % та посіла 28-е місце серед 45 партій та блоків, партія до парламенту не потрапила.
Партія брала участь у дострокових парламентських виборах 2007 року, де набрала 0,02 % (5342 голоси) і посіла останнє місце серед 21 партії та блоків, партія до парламенту не потрапила.

## Голови партії
- Солоп Анатолій Семенович з 2000 року по 2006 рік
- Азаров Андрій Святославович з 2006 року по 2013 рік.
- Чіндацька Вікторія Валентинівна з 2013 року по теперішній час.